# Sotalbo (kommunhuvudort)
Sotalbo är en kommunhuvudort i Spanien.   Den ligger i provinsen Provincia de Ávila och regionen Kastilien och Leon, i den centrala delen av landet, 100 km väster om huvudstaden Madrid. Sotalbo ligger 1 178 meter över havet och antalet invånare är 267.
Terrängen runt Sotalbo är kuperad åt sydost, men åt nordväst är den platt. Runt Sotalbo är det glesbefolkat, med 16 invånare per kvadratkilometer. Närmaste större samhälle är Ávila, 17,8 km nordost om Sotalbo. Trakten runt Sotalbo består i huvudsak av gräsmarker.